# The Big Picture (음반)
| 전문가 평가                       | 전문가 평가 |
| 평가 점수                         | 평가 점수   |
| 출처                              | 점수        |
| --------------------------------- | ----------- |
| AllMusic                          | [ 1 ]       |
| The Encyclopedia of Popular Music | [ 2 ]       |
| Entertainment Weekly              | C           |
| Los Angeles Times                 | [ 4 ]       |
| Rolling Stone                     | Positive    |
| Uncut                             | [ 6 ]       |

《The Big Picture》는 1997년 9월 22일에 발매된 영국의 음악가 엘튼 존의 스물일곱 번째 스튜디오 음반이다. 이 음반에는 〈Live Like Horses〉 (싱글 버전만을 위한 루치아노 파바로티와의 듀엣), 〈Something About the Way You Look Tonight〉 (〈Candle in the Wind 1997〉와 함께 더블 A-사이드로 발매), 〈Recover Your Soul〉, 그리고 〈If the River Can Bend〉의 네 개의 세계적인 싱글곡들이 포함되어 있다.

## 배경
이 음반은 앤 더들리와 존의 당시 백업 키보디스트 가이 바빌론이 쓴 현악 편곡으로 관현악에 중점을 두고 있다. 2006년에 존은 인터뷰에서 오랜 친구이자 작사가인 버니 토핀이 이 음반을 가장 좋아하지 않는 음반으로 간주한다고 밝혔다. 토핀은 그의 서정적인 기여의 전반적인 질과 "제작이 극도로 차갑고 기술적인 것" 때문에 이 음반을 싫어한다.
이 음반은 존의 친구인 인기 패션 디자이너 잔니 베르사체에게 헌정되었는데, 그는 음반 발매 몇 달 전에 살해당했다. 1981년 《The Fox》 이후 대부분의 음반들에서 프로듀싱을 맡은 크리스 토머스가 마지막으로 참여한 존 음반이다. 드러머 찰리 모건은 음반 발매 직후 밴드에서 방출되었고, 곧 커트 비스퀘라와 존의 오랜 드러머 나이절 올슨으로 교체되었는데, 올슨은 오늘날까지 라인업에 남아 있다.

## 곡 목록
모든 곡들은 엘튼 존과 버니 토핀에 의해 작사/작곡하였다.
| #   | 제목                                         | 재생 시간 |
| --- | -------------------------------------------- | --------- |
| 1.  | 〈Long Way from Happiness〉                  | 4:47      |
| 2.  | 〈Live Like Horses〉                         | 5:02      |
| 3.  | 〈The End Will Come〉                        | 4:53      |
| 4.  | 〈If the River Can Bend〉                    | 5:23      |
| 5.  | 〈Love's Got a Lot to Answer For〉           | 5:02      |
| 6.  | 〈Something About the Way You Look Tonight〉 | 5:13      |
| 7.  | 〈The Big Picture〉                          | 3:45      |
| 8.  | 〈Recover Your Soul〉                        | 5:18      |
| 9.  | 〈January〉                                  | 4:02      |
| 10. | 〈I Can't Steer My Heart Clear of You〉      | 4:10      |
| 11. | 〈Wicked Dreams〉                            | 4:39      |

## 인증
| 국가                                                  | 인증     | 판매량/출하량 |
| ----------------------------------------------------- | -------- | ------------- |
| 오스트레일리아 (ARIA)                                 | 플래티넘 | 70,000^       |
| 오스트리아 (IFPI 오스트리아)                          | 골드     | 25,000*       |
| 캐나다 (뮤직 캐나다)                                  | 플래티넘 | 100,000^      |
| 핀란드 (Musiikkituottajat)                            | 골드     | 21,006*       |
| 프랑스 (SNEP)                                         | 골드     | 142,800       |
| 홍콩 (IFPI 홍콩)                                      | 골드     | 10,000*       |
| 뉴질랜드 (RMNZ)                                       | 골드     | 7,500^        |
| 노르웨이 (IFPI 노르웨이)                              | 플래티넘 | 50,000*       |
| 스페인 (PROMUSICAE)                                   | 플래티넘 | 100,000^      |
| 스웨덴 (GLF)                                          | 골드     | 40,000^       |
| 스위스 (IFPI 스위스)                                  | 플래티넘 | 50,000^       |
| 영국 (BPI)                                            | 플래티넘 | 300,000^      |
| 미국 (RIAA)                                           | 플래티넘 | 1,000,000^    |
| 요약                                                  |          |               |
| 유럽 (IFPI)                                           | 플래티넘 | 1,000,000*    |
| *판매량을 기반으로 한 인증 ^출하량을 기반으로 한 인증 |          |               |